# Crassinolanus dementius
Crassinolanus dementius är en insektsart som beskrevs av Nielson 1982. Crassinolanus dementius ingår i släktet Crassinolanus och familjen dvärgstritar. Inga underarter finns listade i Catalogue of Life.